# آندرس کوئنکا
آندرس کوئنکا (انگلیسی: Andrés Cuenca؛ زادهٔ ۱۱ ژوئن ۲۰۰۷) بازیکن فوتبال اهل اسپانیا است که در حال حاضر برای باشگاه فوتبال بارسلونا اتلتیک بازی می‌کند.
وی همچنین در تیم‌های ملی فوتبال زیر ۱۵ سال اسپانیا، زیر ۱۶ سال اسپانیا، زیر ۱۷ سال اسپانیا و زیر ۱۸ سال اسپانیا بازی کرده است.

## دوران باشگاهی
کوئنکا به آکادمی جوانان باشگاه اسپانیایی لا لیگا باشگاه فوتبال بارسلونا پیوست، جایی که به عنوان یکی از مهم‌ترین بازیکنان باشگاه شناخته می‌شد.

## دوران ملی
کوئنکا به نمایندگی از اسپانیا در جام جهانی فوتبال زیر ۱۷ سال ۲۰۲۳ بازی کرد.

## شیوه بازی
کوئنکا عمدتاً به عنوان مدافع بازی می‌کند و به عنوان «مدافع مرکزی چپ‌پا با خروج توپ بسیار تمیز» توصیف شده است.

## زندگی شخصی
کوئنکا اهل اداموز، کوردوبا، اسپانیا است.